# Bachelor of Fine Arts
Pour les articles homonymes, voir Bachelor et BFA.
Le Bachelor of Fine Arts en anglais : Bachelor of Fine Arts (BFA), est un diplôme universitaire nord-américain qui permet de former professionnellement un étudiant au domaine des arts et de l'audiovisuel, il sanctionne la fin du cycle prégradué (undergraduate) aux États-Unis, Royaume-Uni et au Canada.

## Canada
Le diplôme du Bachelor of Fine Arts nécessite souvent un domaine de spécialisation, tel que l’art dramatique, la comédie musicale, la céramique, l’animation assistée par ordinateur, l’écriture créative, la danse, l’écriture dramatique, le dessin, l’art textile, la production audiovisuelle, les effets spéciaux, l’animation, le graphisme, l’illustration, le design industriel, les arts visuels, les arts techniques, le design d’intérieur, les arts métalliques, la musique, les nouveaux médias, la peinture, la photographie, la gravure, la sculpture, la mise en scène, ou la production cinématographique. Au contraire, certaines écoles proposent un enseignement général de nombreuses disciplines.
Bien qu’un Bachelor of Fine Arts soit généralement considéré comme un diplôme en quatre ans, le cursus d’un BFA peut nécessiter plus de temps à valider en raison de la quantité de travail en studio nécessaire.

## États-Unis
Aux États-Unis, le Bachelor of Fine Arts (Bachelor of Fine Arts, BFA) diffère du Bachelor of arts (Bachelor of Arts, BA), qui se concentre sur l’aspect pratique en studio, par opposition aux cours magistraux et aux classes de discussion. Le programme typique d’un BFA aux États-Unis se compose de deux tiers d’étude des arts et d’un tiers d’étude plus générale des arts libéraux. Pour un Bachelor of arts, le ratio est plutôt l’inverse.